# Estació de Nonasp
Nonasp és una estació de la línia R-42 de Mitjana Distància Renfe situada al nord del nucli urbà de Nonasp, a l'altra banda del Riu Matarranya, a la comarca del Baix Aragó-Casp de la província de Saragossa a la Franja de Ponent.
| Mitjana Distància de Renfe |        |              |                            |                                                                       |
| Procedència/Destinació     | <      | Línia        | >                          | Procedència/Destinació                                                |
| Casp Saragossa-Delicias    | Favara | Línia MD Ca6 | Faió-La Pobla de Massaluca | Móra la Nova Barcelona-Estació de França Barcelona-Sant Andreu Comtal |